# Snecma-Turbomeca Larzac

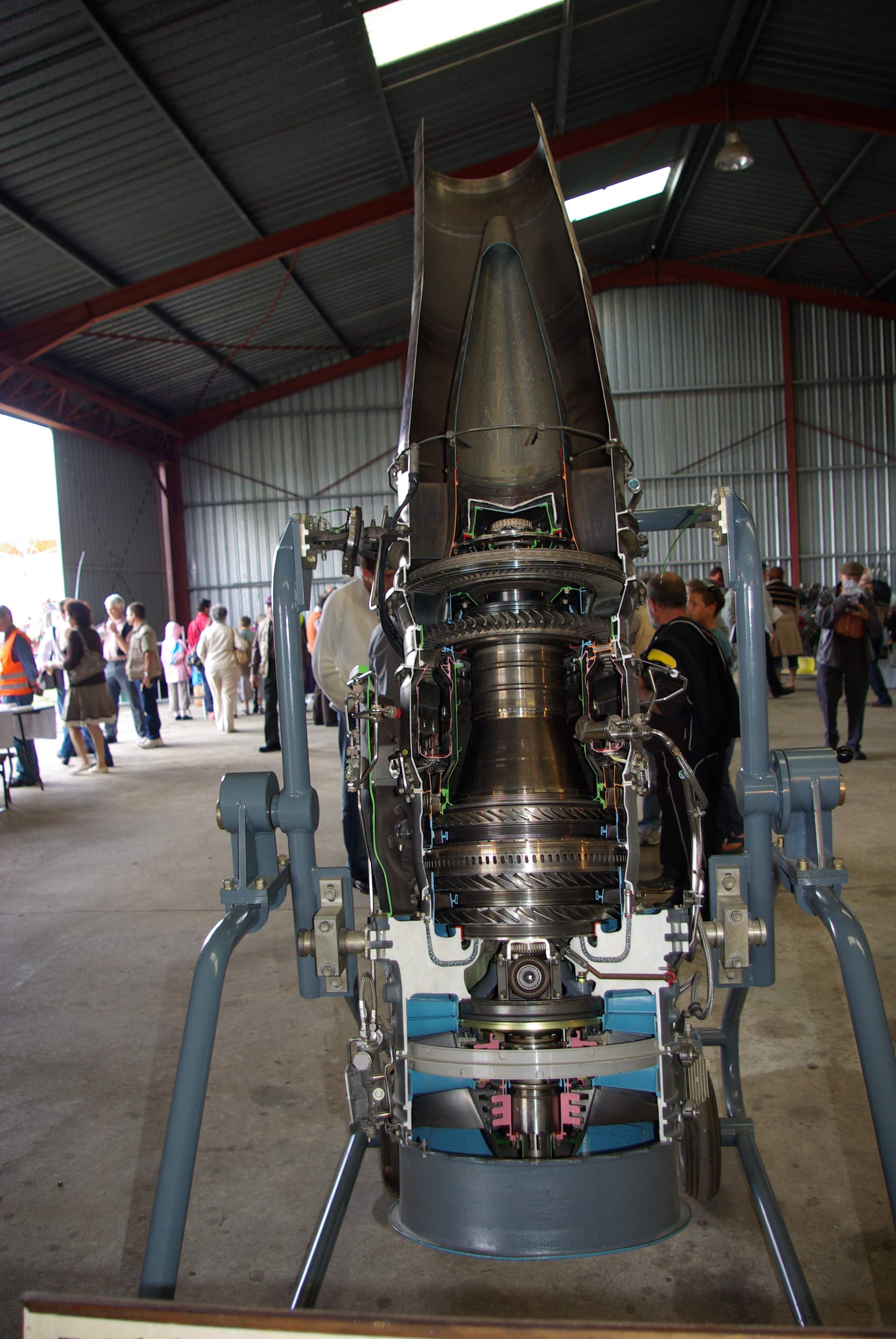
Ein aufgeschnittenes Larzac 04. Das vordere Ende (Turbofan) ist auf dem Bild unten zu erkennen.

Das Snecma-Turbomeca Larzac ist ein militärisches Turbofan-Strahltriebwerk, das vom französischen Konsortium GRTS (Groupement Turboméca-SNECMA) Ende der 1960er Jahre entwickelt wurde. Es wurde im Februar 1972 als Antrieb für den deutsch-französischen leichten Jagdbomber und Schulflugzeug Alpha Jet und 1993 als MiG-ATF-Antrieb ausgewählt.

## Entwicklung
Die französischen Firmen Turboméca und SNECMA hatten zur Entwicklung des Triebwerkes im Jahre 1968 das Konsortium GRTS gegründet. Der erste Testlauf des M49 Larzac fand 1969 statt. Dieses ursprünglich für den zivilen Einsatz gedachte Triebwerk wurde nach der Neuausrichtung auf den militärischen Markt zum Larzac 04-C6 weiterentwickelt, welches 1972 als Antrieb für den Alpha Jet ausgewählt wurde. Von Oktober 1973 bis Ende 1975 wurden die Flugerprobungen im Alpha Jet in Istres zur Erteilung der Zulassung durchgeführt. Weitere Meilensteine waren die Erstflüge des ersten Serien-Alpha-Jets (4. November 1977 in Istres) sowie der des ersten deutschen Alpha-Jets (12. April 1978 in Oberpfaffenhofen).
Im Jahre 1975 wurde für den Serienbau der Triebwerke eine Kooperation mit den deutschen Firmen Klöckner-Humboldt-Deutz (KHD, später Deutz AG) und MTU abgeschlossen. Hierzu kam nach der Anschaffung des Alpha Jet in Belgien noch der belgische Partner FN (später Techspace Aero). Daraus resultierten letztlich Anteile von 29,4 % für Turboméca, 23 % von SNECMA, 22,6 % von MTU, 22 % von KHD und 4 % von FN/Aerospace Tech an der Entwicklung und Produktion.
Das ursprüngliche Alpha Jet-Triebwerk Larzac 04-C6 wurde ab 1981 zum leistungsgesteigerten Larzac 04-C20 weiterentwickelt. Diese Version bzw. die Teilesätze zur Umrüstung von 04-C6-Varianten wurden ab 1984 ausgeliefert. Eine geplante zivile Version Larzac 03 zur Ausrüstung der Aérospatiale Corvette wurde nicht marktreif.

## Aufbau
Das Larzac ist ein Zweiwellen-Triebwerk ohne Nachbrenner. Der Niederdruckverdichter bzw. Fan ist zweistufig und der Hochdruckverdichter vierstufig, die Hochdruck- und Niederdruckturbinen jeweils einstufig. Alle Verdichter- und Turbinenstufen werden axial durchströmt. Das Triebwerk verfügt über eine Ringbrennkammer.

## Verwendung
- Alpha Jet (zwei Larzac 04-C6 oder 04-C20)
- HAL HJT-36 Sitara (Prototypen zur Flugerprobung mit einem Larzac 04-H20)
- MiG ATF (Exportversion, mit zwei Larzac 04-R20)

## Technische Daten
| Version                    | Larzac 04-C6   | Larzac 04-C20  |
| -------------------------- | -------------- | -------------- |
| Serienauslieferung ab      | September 1977 | September 1984 |
| Länge                      | 1.179 mm       | 1.187 mm       |
| Außendurchmesser           | 602 mm         | 602 mm         |
| Innendurchmesser Fanstufe  | 452 mm         | 452 mm         |
| Trockenmasse               | 302 kg         | 302 kg         |
| Luftdurchsatz              | 28,09 kg/s     | 28,57 kg/s     |
| Verdichter-Druckverhältnis | 10,53 : 1      | 11,13 : 1      |
| Nebenstromverhältnis       | 1,13 : 1       | 1,03 : 1       |
| Standschub                 | 13,19 kN       | 14,12 kN       |
| Spez. Verbrauch            | 20,44 g/kNs    | 21,28 g/kNs    |